# Židovský hřbitov v Příbrami
Židovský hřbitov v Příbrami leží na severovýchodním okraji města Příbrami v Dobříšské ulici na výjezdu do Prahy, byl založený v roce 1879.
Na ploše přibližně 3 283 m2 se nachází okolo 150 náhrobků. Hřbitov má ohradní zeď, zrekonstruovanou obřadní síň a je uzamčený. V Příbrami bývala také synagoga, zbořená v roce 1969, od června 2015 je poblíž tohoto místa v ulici Hailova u Jiráskových sadů Památník příbramských Židů.